# Ōsugi Sakae

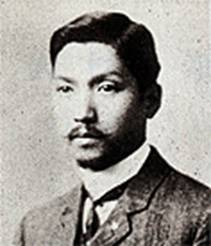
Ōsugi Sakae

Ōsugi Sakae (japanisch 大杉 栄; * tatsächlich am 17. Januar 1885, nach amtlichen Unterlagen am 1. Mai in Marugame, Kagawa; † 16. September 1923 in Tokio) war der bedeutendste sozialistische, später anarcho-syndikalistische Aktivist, Publizist und Theoretiker der Taishō-Zeit. Er vertrat eine stark anti-autoritäre Ideologie, die die individuelle Freiheit als höchstes Gut sah.
Er wurde am 16. September 1923 in Tokio von Militärpolizisten zusammen mit seiner zweiten Frau Itō Noe und einem Neffen ermordet. Die Bluttat ist als Amakasu-Zwischenfall bekannt.

## Familie und Jugend
Die väterliche Familie stellte über Generationen die Dorfoberhäupter (shōya) von Uji außerhalb Nagoya. Nach dem Tode von Azumas Vater Kenkūryō, (大杉 権九郎; † 1894/95) verwaltete und verlor der ältere Bruder Inoko das Erbe. Azuma war ursprünglich in einen buddhistischen Tempel eingetreten. Als jedoch 1877 die Satsuma-Rebellion ausbrach, trat er in Tokio als Unteroffizier ins Heer ein. Nach Weiterbildung stieg er zum Offizier auf und erreichte den Rang eines Hauptmannes. Er scheint später russisch gelernt und Kontakte zum Amur-Bund (Kokuryūkai) unterhalten zu haben.
Ōsugis tatsächliches Geburtsdatum stimmt nicht mit dem amtlichen überein. Die Diskrepanz wird dadurch erklärt, dass der Vater, ein subalterner Heeresoffizier, die vorgeschriebenen 300 Yen Sicherheitsleistung für eine Heirat erst hinterlegen wollte oder konnte, als seine Freundin sehr offensichtlich schwanger war. Um das Stigma der unehelichen Geburt zu vermeiden, wurden für das amtliche Familienregister falsche Angaben gemacht.
Sakae ist das älteste von neun Kindern aus der Verbindung zwischen Ōsugi Azuma (大杉 東; † November 1909) und Kusui Yutaka (楠井 豊; † Juni 1902, wohl nach ärztlichem Kunstfehler). Über die Geschwister ist wenig bekannt, außer dass eine Schwester Aki (秋) 1916 Selbstmord beging. Der 6-jährige Sohn der jüngsten Schwester Ayame – die Tachibana Sōsaburō (橘 惣三郎) geheiratet hatte – Munekazu wurde zusammen mit Sakae ermordet. Weitere Schwestern emigrierten nach China und in die USA. Ein Bruder starb in Hankow (漢口) 1922.
Als Sakae fünf Monate alt war, wurde der Vater, bis dahin Angehöriger der kaiserlichen Garde, nach Shibata strafversetzt, nachdem sein Pferd in Gegenwart der himmlischen Majestät durchgegangen war. Der Vater wurde zu Beginn des chinesisch-japanischen Kriegs im Juli 1895 an die Front geschickt. Er nahm auch aktiv am Krieg 1904/05 teil.

### Ausbildung
Ab April 1891 besuchte Sakae die Grundschule, seit April 1897 die Mittelschule von Shibata. Im Sommer 1898 besuchte er Verwandte in Tokio, Nagoya und Ōsaka.
Im April 1899 trat er in die Kadettenschule (yōnen gakkō) von Nagoya ein, die von Offizierssöhnen verringertes Schulgeld verlangte. Er entwickelte sich zu einem guten Studenten und Sportler, hatte jedoch Schwierigkeiten mit der Disziplin. April 1901 erhielt er 10 Tage Arrest und 30 Tage Ausgangssperre, wahrscheinlich wegen homosexueller Aktivitäten. Im November 1901 wurde er während einer von ihm provozierten Schlägerei mit einem Kommilitonen niedergestochen und daraufhin relegiert.
Ab Januar 1902 besuchte er, bei Verwandten wohnend, die Akademie in Tokio (Tōkyō Gakuin). Ab Oktober die 5. Klasse der zweitklassigen Junten-Mittelschule (Junten chūgakko). Seit September 1903 studierte er an der Tokyo School of Foreign Languages (Tōkyō gaikokugo gakkō) von der er 1905 graduierte. In der Zeit bis 1905 kam er in Kontakt mit sozialistischen Ideen, besonders durch das Heimin Shimbun, der pazifistisch ausgerichteten Zeitung der Heimin-sha (平民社) um Kōtoku Shūsui. 1908–09 las er Werke bedeutender russischer Autoren.

## Sozialist
Als er am 15. März 1906 als Folge einer Demonstration gegen massive Fahrpreiserhöhungen bei der Straßenbahn, so für die einfache Fahrt von 3 auf 5 sen erstmals verhaftet wurde, erfolgte seine endgültige Zuwendung zur sozialistischen Bewegung und Mitgliedschaft in der sozialistischen Partei (Nippon shakai tō). Zu dieser Zeit betrugen Tageslöhne etwa für Papiermacher 37 sen, für Küfner bis 75 sen und für Steinmetze 1,47 Yen. Im Juni wurde er gegen Kaution freigelassen. Die Verhaftung beendete alle Aussichten auf eine bürgerliche Karriere.
Im September heiratete er Hori Yasuko (堀 保子; † 1923) und nahm eine Tätigkeit als Esperanto-Lehrer auf. Nachdem er im November begonnen hatte Kattei zasshi herauszugeben, folgten bald Anklagen wegen verschiedener Verstöße gegen das Presserecht. Von Mai bis November 1907 saß er deshalb im Sugamo-Gefängnis ein. Dorthin kehrte er bereits Januar bis März 1908 infolge des Rooftop incidents (Yane-jō jiken) zurück. Er nutzte seine Gefängnisaufenthalte zu weiteren Sprachstudien.
Im Juni erfolgte die nächste Verhaftung wegen des Rote-Fahne-Vorfalls (赤旗事件, akahata jiken) vom 22. Juni. Er wurde zu 2½ Jahren Gefängnis und einer Geldstrafe von 25 Yen verurteilt.
In den zehn Jahren nach seiner ersten Verhaftung entwickelte er sich zum bedeutendsten Aktivisten, Publizisten und Theoretiker des japanischen Sozialismus, der besonders nach dem Hochverrats-Vorfall (Taigyaku jiken) 1910–11 kurz vor der Vernichtung stand. Bei diesem Vorfall wurden 11 bedeutende Sozialistenführer hingerichtet. Jegliche „radikale“ Publikation unterdrückt.
Nach seiner Entlassung aus dem Gefängnis in Chiba im November 1910 – wo er sich auch mit Tuberkulose infizierte – beschränkte er sich darauf, zu gewerkschaftlichen Themen zu publizieren. Er vermied von da an direkte Angriffe auf Sicherheitskräfte.

## Anarchist
Im Gefängnis hatte er sich mit radikalen Schriften befassen können, die er im Original lesen musste, da Übersetzungen stärker kontrolliert wurden. Insbesondere durch die Ideen Kropotkins beeinflusst kam es zu seiner Hinwendung zum Anarchismus. Später beeinflussten ihn die Ideen Georges Sorels und Henri Bergsons.

### Ab 1911
Seinen Lebensunterhalt verdiente er durch Übersetzungen für Baibunsha. Im Oktober 1911 begann er mit Freunden mit der Herausgabe der Literatur-Zeitschrift Kindai shisō. Seit seiner Entlassung stand er unter dauernder polizeilicher Beobachtung, wobei es dabei durchaus zu einem gewissen Verständnis im Sinne des bushidō zwischen beiden Seiten gekommen ist.

### Affäre (1915/16)
Von Dezember 1915 bis November 1916 praktizierte Ōsugi Sakae seine Art von „freier Liebe“, dessen Ideen dazu, die auf gegenseitiger Nicht-Interferenz und ökonomischer Unabhängigkeit aller Beteiligten basierten, er bereits in Artikeln 1906 Dōbutsu no ren'ai und 1913 Shuchi to teisō dargelegt hatte, als er neben seiner Frau noch offene Affären mit der feministischen Journalistin Kamichika Ichiko (1888–1981) – Mitglied der radikalen Seitō-sha – und gleichzeitig mit Itō Noe (1895–1923), zu dieser Zeit Chefredakteurin der feministischen Seitō, unterhielt. Die Genossen missbilligten diesen Zustand. Itō, die seine zweite Frau werden sollte, hatte Ōsugi 1914 kennengelernt, obwohl die Affäre wohl erst im Februar 1916 begann. Sie hatte im August 1915 ihr zweites Kind von ihrem einen Monat zuvor geheirateten Mann, ehemals ihr Schullehrer, Tsuji Jun (1884–1944) bekommen. Die Dreiecksbeziehung endete, als Kamichika ihm am 8. November 1916 ein Kurzschwert in den Hals rammte und die Luftröhre traf. Sie wurde im März 1917 zu vier Jahren Gefängnis verurteilt. In der Berufung wurde die Strafe auf zwei Jahre reduziert. Seine Frau Hori trennte sich von ihm, wobei sie die Trennung in einem Zeitungsartikel öffentlich machte. Er wurde allgemein auch von seinen Mitstreitern kritisiert und er geriet vorübergehend in Isolation. Sakae und Noe lebten nun bis zu ihrer Ermordung zusammen. Sie gebar ihr drittes Kind, die Tochter Mako im September 1917. Zeitweise praktizierten sie einen anarchistisch-kommunalen Lebensstil durch Aufnahme von Proleten in ihren Haushalt im Tokioter Arbeiterviertel Kameido.
Ōsugi, der häufig seine Wohnsitze wechselte, konnte lebenslang schlecht mit Geld umgehen, jedoch war ihm bei der Beschaffung eine gewisse Chuzpe nicht abzusprechen. So brachte er 1916 den Innenminister des Terauchi-Kabinetts, Gotō Shimpei (1857–1929) dazu, ihm 300 Yen für die Gründung eines neuen Magazins zu leihen. Seine Begründung lautete: nachdem die Regierung sein Geschäft behindere, könne er auch die Regierung um Unterstützung anbetteln. Der Minister verstehe das doch wohl? Dieser Kredit trug ihm 1922 den Vorwurf der Korrumpierbarkeit ein.

### 1918/19
In seinem Versuch die arbeitenden Klassen direkt zu erreichen, schaffte er sich ab 1918 eine Basis innerhalb der Gruppen Hokufūkai (北風會, Nachfolgeorganisation der Kenkyūkai), Shin'yukai (新友會, eine Schriftsetzergewerkschaft) und Seishinkai (正進會, Dezember 1919 gegründete Organisation von Zeitungsangestellten). In einem im August 1918 erschienenen Essay äußerte er sich selbstkritisch zu seinem eigenen kleinbürgerlichen Hintergrund und Denken, obwohl Bescheidenheit sonst nicht seine Stärke war. Anti-Intellektuelle Tendenzen hatte er schon vorher gezeigt.
Nachdem er vom 16. bis 26. August 1918 während der Reisunruhen in Schutzhaft genommen worden war, kam es in der ersten Jahreshälfte von 1919 zu mehreren Provokationen seitens der Polizei, in deren Folge Ōsugi mehrmals kurzzeitig in Haft genommen wurde. Im Sommer dann ließ er sich zu einem Faustschlag in das Gesicht eines Polizisten hinreißen, was ihm erneute drei Monate Gefängnis einbrachte.

### Gewerkschaftsarbeit
In den Jahren 1919 und 20 unternahm er mehrere Versuche seinen Einfluss in die gelben Gewerkschaften auszudehnen. Dabei trat er bei Versammlungen als Zwischenrufer auf. Die Störung der Ordnung sollte zur Zerschlagung der Klassenstruktur, wie sie auch innerhalb von Gewerkschaften besteht, dienen. Er behauptete, die absolute Notwendigkeit der Erweiterung des Ego durch Willenskraft sei eine Voraussetzung zur Befreiung. Gleichzeitig kritisierte er marxistische Theorien der Arbeiterbewegung. Dies war Anfang 1920, als der Sieg der russischen Bolschewiki im russischen Bürgerkrieg hochgradig gefährdet war. Seit April 1920 lebte er wieder in Kamakura. Die Jahre 1920–22 waren die Hochzeit des japanischen Syndikalismus, jedoch wurde er durch die 1920 beginnende Depression und ideologische Differenzen mit den Sozialisten geschwächt.
Ōsugi beschränkte sich jedoch nicht nur auf die Arbeiterbewegung, sondern versuchte auch eine Kultur der Massen zu etablieren. „Massen“ waren für ihn die einfachen Arbeiter (heimin rōdōsha, minshū geijutsu). Diese Kunst von Arbeitern für Arbeiter hätte eine ähnliche Funktion wie eine gute Gewerkschaft.

### Shanghai 1920 und die Bolschewiki
Im Oktober 1920 reiste er gegen den Willen seiner Genossen mit geliehenem Geld nach Shanghai, um Repräsentanten der Komintern zu treffen. Zu dieser Zeit war er noch bereit, zum Wohle der Bewegung mit nicht-syndikalistischen Kräften zusammenzuarbeiten. Die Angriffe Lenins gegen die Anarchisten fanden erst beim Parteitag der KPR(B) vom 8.–16. März 1921 statt. Kurz nach seiner Rückkehr kam es am 10. Dezember zur Gründung der Nippon shakaishugi dōmei einem Zusammenschluss verschiedener radikaler Gruppen, wobei die Anarcho-Syndikalisten dominierten. Ōsugi hatte einen Sitz im 30-köpfigen Vorstand. Die Gruppe hatte etwa 1000 Mitglieder. Sie folgte am 29. Mai 1921 einer Auflösungsverfügung der Regierung. Ende 1920 vollendete er die Übersetzung von Kropotkins Autobiographie ins Japanische.
Im Juni 1921 kam es zum endgültigen Bruch mit den japanischen Bolschewiki, teilweise auch weil diese mit ihm aufgrund der Affäre von 1915/16 nicht zusammenarbeiten wollten. 1922, als ihn vermehrt Informationen aus Russland erreichten, veröffentlichte er mehrere kritische Artikel gegen die leninistische Diktatur des Proletariats. Im September nahm er in Ōsaka als Beobachter an einer Konferenz teil, die die Gründung einer landesweiten Gewerkschaft zum Ziel hatte. Dieses Projekt scheiterte an ideologischen Differenzen (ana-buro ronsō).

### Europareise 1923
Am 20. November 1922 erreichte ihn eine Einladung, am 2. Internationalen Anarchistenkongress im Februar 1923 in Berlin teilzunehmen. Nachdem er sich von dem Schriftsteller Arishima Takeo und anderen die nötigen 1000 Yen Reisekosten geborgt hatte, entschlüpfte er seinen Bewachern und erreichte am 13. Dezember Shanghai. Dort verhalfen ihm Genossen zu einem falschen chinesischen Pass. Mit einem französischen Schiff landete er am 13. Februar in Marseille an. Es gelang ihm nicht, in Lyon die nötige Ausländer-Kennkarte ausgestellt zu bekommen. Trotzdem reiste er nach Paris. Zwischenzeitlich sammelte er Material über die Machno-Bewegung. Von den Lebensbedingungen des französischen Proletariats und der mangelnden Hygiene war er entsetzt. Im April gab er seine Pläne auf, nach Berlin zu reisen. Als er zum 1. Mai in einer Pariser Vorstadt eine Rede hielt, wurde er von Zivilpolizisten verhaftet, die von seiner möglichen Anwesenheit in Europa wussten. Wegen Passvergehens wurde er zu einer dreiwöchigen Gefängnisstrafe sowie Abschiebung verurteilt. Am 2. Juni bestieg er die Hakone-maru, die am 11. Juli in Kōbe anlegte.

### Lebensende
Nach seiner Rückkehr von Geldnöten geplagt, übersetzte er ein zweibändiges Werk des französischen Entomologen Jean-Henri Fabre und verfasste Nippon dasshutsu ki (Bericht meiner Fluchten aus Japan). Weiterhin erschien seine Autobiographie Jijōden.
Am 1. September 1923 kam es zum großen Kantō-Erdbeben. In den nachfolgenden Feuern wurde ein Großteil Tokios vernichtet. Die hastig gebildete Regierung unter Admiral Yamamoto Gonnohyōe rief am 2. September das Kriegsrecht aus. Nachdem es bereits am 4. September im Polizeirevier von Kameido zur Ermordung von neun Gefangenen gekommen war (Gewerkschafter und Vigilanten), wurden Ōsugi und Itō, auf Besuch bei ihrer jüngeren Schwester, am 16. September von einem Trupp unter Kommando von Hauptmann Amakusa verhaftet. Ein 1976 an die Öffentlichkeit gelangter Autopsiebericht zeigt, dass alle drei stranguliert worden waren, die beiden Erwachsenen waren aufs heftigste misshandelt worden. Amakusa wurde zu 10 Jahren Gefängnis verurteilt, nach drei Jahren begnadigt und zur Militärpolizei in die Mandschurei versetzt. 1931 war er an der Vorbereitung des Mukden-Zwischenfalls beteiligt, eine Tatsache, die dazu Anlass gibt, die Behauptung, dass Ōsugi auf höheren Befehl hin beseitigt wurde, für glaubhaft zu halten.

## Werke
Ōsawi Masamichi; Ōsugi Sawae zenshū, Tōkyō 1968 (Dōseisha), 14 Bde. [gesammelte Werke]

### Zeitschriften
Insgesamt war Ōsugi (oft zusammen mit Arahata Kanson) an der Herausgabe von neun Zeitschriften wesentlich beteiligt:
- Katai zasshi
- Kindai shisō (Okt. 1912 bis Sept. 1914, 23 Nummern erschienen)
- Heimin Shimbun (Okt. 1914 – März 1915, 6 Nummern erschienen, alle bis auf eine von der Zensur beschlagnahmt)
- Kindai shisō (Neue Folge, bis 1916; alle Nummern außer der ersten von der Zensur beschlagnahmt)
- Bummei hihyō (Jan.–Apr. 1918, 3 Nummern erschienen)
- Rōdō shimbun (Apr.–Juli 1918, 4 Nummern, alle beschlagnahmt. Da Ōsugi nur im Hintergrund wirkte, wurde er nicht wie der Rest der Redaktion verhaftet.)
- Rōdō undō (1. Folge, Okt. 1919-Juni 1920, aus Geldmangel eingestellt)
- Rōdō undō (2. Folge, finanziert von der Kommunistischen Internationale, Jan.–Juni 1921)
- Rōdō undō (3. Folge ohne bolschewistische Beteiligung, Dez. 1921 bis Juli 1923)